# 1995 100 legnagyobb slágere
Ez a lista a Billboard magazin  első Hot 100  zenéjét tartalmazza 1995-ből.
| Helyezés | Zene                                              | Előadó                                                      |
| -------- | ------------------------------------------------- | ----------------------------------------------------------- |
| 1        | Gangsta's Paradise                                | Coolio featuring L.V.                                       |
| 2        | Waterfalls                                        | TLC                                                         |
| 3        | Creep                                             | TLC                                                         |
| 4        | Kiss from a Rose                                  | Seal                                                        |
| 5        | On Bended Knee                                    | Boyz II Men                                                 |
| 6        | Another Night                                     | Real McCoy                                                  |
| 7        | Fantasy                                           | Mariah Carey                                                |
| 8        | Take a Bow                                        | Madonna                                                     |
| 9        | Don’t Take It Personal (Just One of Dem Days)     | Monica                                                      |
| 10       | This Is How We Do It                              | Montell Jordan                                              |
| 11       | I Know                                            | Dionne Farris                                               |
| 12       | Water Runs Dry                                    | Boyz II Men                                                 |
| 13       | Freak like Me                                     | Adina Howard                                                |
| 14       | Run-Around                                        | Blues Traveler                                              |
| 15       | I Can Love You Like That                          | All-4-One                                                   |
| 16       | Have You Ever Really Loved a Woman?               | Bryan Adams                                                 |
| 17       | Always                                            | Bon Jovi                                                    |
| 18       | Boombastic                                        | Shaggy                                                      |
| 19       | Total Eclipse of the Heart                        | Nicki French                                                |
| 20       | You Gotta Be                                      | Des’ree                                                     |
| 21       | You Are Not Alone                                 | Michael Jackson                                             |
| 22       | Hold My Hand                                      | Hootie & the Blowfish                                       |
| 23       | One More Chance                                   | The Notorious B.I.G. featuring Faith Evans és Mary J. Blige |
| 24       | Here Comes the Hotstepper                         | Ini Kamoze                                                  |
| 25       | Candy Rain                                        | Soul for Real                                               |
| 26       | Let Her Cry                                       | Hootie & the Blowfish                                       |
| 27       | I Believe                                         | Blessid Union of Souls                                      |
| 28       | Red Light Special                                 | TLC                                                         |
| 29       | Runaway                                           | Janet Jackson                                               |
| 30       | Strong Enough                                     | Sheryl Crow                                                 |
| 31       | Colors of the Wind                                | Vanessa Williams                                            |
| 32       | Someone to Love                                   | Jon B.                                                      |
| 33       | Only Wanna Be with You                            | Hootie & the Blowfish                                       |
| 34       | If You Love Me                                    | Brownstone                                                  |
| 35       | In the House of Stone and Light                   | Martin Page                                                 |
| 36       | I Got 5 on It                                     | Luniz                                                       |
| 37       | Baby                                              | Brandy                                                      |
| 38       | Run Away                                          | Real McCoy                                                  |
| 39       | As I Lay Me Down                                  | Sophie B. Hawkins                                           |
| 40       | He's Mine                                         | Mokenstef                                                   |
| 41       | December                                          | Collective Soul                                             |
| 42       | I'll Be There for You/You're All I Need to Get By | Method Man featuring Mary J. Blige                          |
| 43       | Shy Guy                                           | Diana King                                                  |
| 44       | I'm the Only One                                  | Melissa Etheridge                                           |
| 45       | Every Little Thing I Do                           | Soul for Real                                               |
| 46       | Before I Let You Go                               | BLACKstreet                                                 |
| 47       | Big Poppa/Warning                                 | The Notorious B.I.G.                                        |
| 48       | Sukiyaki                                          | 4 P.M.                                                      |
| 49       | I Wanna Be Down                                   | Brandy                                                      |
| 50       | I'll Make Love to You                             | Boyz II Men                                                 |
| 51       | Dear Mama/Old School                              | 2Pac                                                        |
| 52       | Hold On                                           | Jamie Walters                                               |
| 53       | Keep Their Heads Ringin'                          | Dr. Dre                                                     |
| 54       | The Rhythm of the Night                           | Corona                                                      |
| 55       | Roll to Me                                        | Del Amitri                                                  |
| 56       | Scream/Childhood                                  | Michael Jackson és Janet Jackson                            |
| 57       | Freek'n You                                       | Jodeci                                                      |
| 58       | I Wish                                            | Skee-Lo                                                     |
| 59       | Believe                                           | Elton John                                                  |
| 60       | Carnival                                          | Natalie Merchant                                            |
| 61       | You Don't Know How It Feels                       | Tom Petty                                                   |
| 62       | Back for Good                                     | Take That                                                   |
| 63       | Tootsee Roll                                      | 69 Boyz                                                     |
| 64       | You Want This/70's Love Groove                    | Janet Jackson                                               |
| 65       | Tell Me                                           | Groove Theory                                               |
| 66       | Can't You See                                     | Total featuring The Notorious B.I.G.                        |
| 67       | All I Wanna Do                                    | Sheryl Crow                                                 |
| 68       | This Lil' Game We Play                            | Subway featuring 702                                        |
| 69       | Come and Get Your Love                            | Real McCoy                                                  |
| 70       | This Ain't a Love Song                            | Bon Jovi                                                    |
| 71       | Secret                                            | Madonna                                                     |
| 72       | Player's Anthem                                   | Junior M.A.F.I.A.                                           |
| 73       | Feel Me Flow                                      | Naughty by Nature                                           |
| 74       | Every Day of the Week                             | Jade                                                        |
| 75       | The Sweetest Days                                 | Vanessa Williams                                            |
| 76       | Short Dick Man                                    | 20 Fingers featuring Gillette                               |
| 77       | Brokenhearted                                     | Brandy és Wanya Morris                                      |
| 78       | No More I Love You's                              | Annie Lennox                                                |
| 79       | You Used to Love Me                               | Faith Evans                                                 |
| 80       | Constantly                                        | Immature                                                    |
| 81       | Hold Me, Thrill Me, Kiss Me, Kill Me              | U2                                                          |
| 82       | 100% Pure Love                                    | Crystal Waters                                              |
| 83       | Ask of You                                        | Raphael Saadiq                                              |
| 84       | Sugar Hill                                        | AZ                                                          |
| 85       | Good                                              | Better Than Ezra                                            |
| 86       | Brown Sugar                                       | D'Angelo                                                    |
| 87       | Turn the Beat Around                              | Gloria Estefan                                              |
| 88       | 'Til You Do Me Right                              | After 7                                                     |
| 89       | 1st of tha Month                                  | Bone Thugs-n-Harmony                                        |
| 90       | Like the Way I Do/If I Wanted To                  | Melissa Etheridge                                           |
| 91       | I Live My Life for You                            | FireHouse                                                   |
| 92       | Dream About You/Funky Melody                      | Stevie B                                                    |
| 93       | Cotton Eye Joe                                    | Rednex                                                      |
| 94       | Thank You                                         | Boyz II Men                                                 |
| 95       | I'll Stand by You                                 | The Pretenders                                              |
| 96       | I Miss You                                        | N II U                                                      |
| 97       | Give It 2 You                                     | Da Brat                                                     |
| 98       | Best Friend                                       | Brandy                                                      |
| 99       | Misery                                            | Soul Asylum                                                 |
| 100      | Can't Stop Lovin' You                             | Van Halen                                                   |